# Olímpio Campos
Olímpio de Sousa Campos (Olympio de Souza Campos, na grafia original arcaica), mais conhecido como Olímpio Campos (Itabaianinha, 26 de julho de 1853 — 9 de novembro de 1906), foi um jornalista, sacerdote, professor e político brasileiro.
Foi presidente do Estado de Sergipe de 1899 a 1902, além de senador (de 1903 a 1906) e deputado federal e provincial.

## Biografia
Filho do Coronel Jose Vicente de Sousa e dona Maria Porphíria Maria Curvelo d´Ávila, estudou inicialmente em Estância, depois em Lagarto onde estudou latim, foi para Recife de 1866 a 1868 fazer os primeiros preparativos para a carreira eclesiástica, completou o curso de ciências eclesiásticas na Bahia de 1870 a 1873.  Não recebeu as ordens de presbítero neste ano por não ter atingido a idade canônica, somente em 22 de setembro de 1877 o arcebispo Dom Joaquim Gonçalves de Azevedo conferiu-lhe a sagração sacerdotal, neste mesmo ano começou a desempenhar os encargos paroquiais como coadjutor do vigário de Itabaianinha, vindo a ser em seguida vigário de vila Cristina (atual Cristinápolis) transferindo-se em 1880, para a freguesia da capital do estado onde exerceu a jurisdição paroquial até o fim do ano de 1900, ano em que se exonerou para mais livremente agir em uma esfera de ação mais ampla, e mais acomodada às suas tendências naturais.
Alistado num dos partidos políticos da monarquia, não lhe custou, contado com o apoio da própria família, bem como da ajuda dos amigos, alcançou as mais elevadas posições entre os correligionários, que o elegeram deputado provincial para as legislaturas de 1882, 1883 1884 e deputado geral para as 19ª e 20ª legislaturas de 1885 e 1886 – 1889. Com a nova ordem de coisas decorrentes da adoção da forma republicana, em substituição ao regime monárquico, foi eleito deputado à constituição do Estado, dissolvida pela junta governista. Reeleito para a nova Assembléia, em 1890, organizou o partido católico , OPC, de efêmera duração. Como deputado, colaborou na confecção da lei fundamental do Estado, de 18 de maio de 1892, e na lei orgânica da justiça estadual, eleito em 1893, deputado federal pela primeira vez, e reeleito em 1894 até 1897 em seguida no dia 24 de Outubro do ano de 1899, foi eleito Presidente do Estado de Sergipe governando até o ano de 1902, no ano de 1903 no dia 18 de fevereiro foi eleito Senador da República. 

## Outras atividades
Monsenhor Olímpio de Sousa Campos foi cônego honorário da catedral Primacial da Bahia, Monsenhor Camareiro secreto do papa Leão XIII, sócio correspondente do instituto Histórico e geográfico da Bahia, intendente de Aracaju por nomeação do governo, lente em disponibilidade da cadeira de instrução cívica e moral da Escola Normal, irmão das irmandades de são Pedro, da Bahia e do Rio de Janeiro, e sócio das sociedades Sergipana de Agricultura, e “ Aracajuana de Beneficência” e “ Amparo das Famílias”.
Quando presidente do Estado, Olímpio de Sousa Campos levou para Itabaianinha o correio e o telégrafo, mandou construir o açude PRESA, em 1902, grande reservatório de água potável, para atender a população, que pessoalmente inaugurou, vindo com a comitiva oficial a cavalo de Aracaju, se empenhou tenazmente para ver passar por ali a linha férrea, o que acabou acontecendo por volta de 1911, quando foi construída uma estação ferroviária, existente ainda hoje. Todavia, somente em 1914 foi inaugurada a Ponta do Trilho, que ia de Itabaianinha até o pontilhão do rio Arauá, com a chegada do trem procedente de Timbó (hoje Esplanada). O acontecimento contou com as presenças dos Graúdos desta terra acompanhado da filarmônica União e Harmonia.

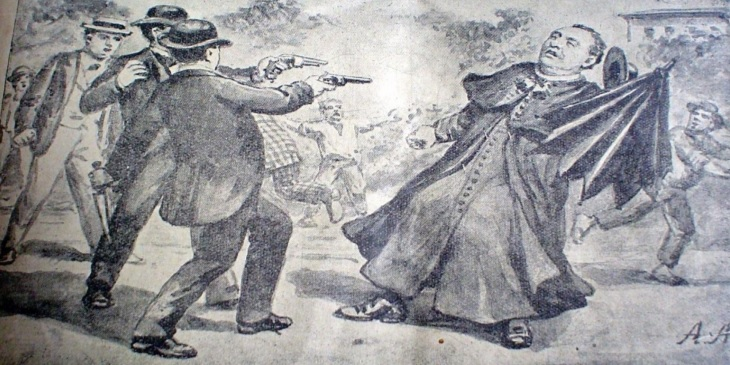
Assassinato do Monsenhor Olímpio Campos - gravura de Angelo Agostini 1906 - Fonte: O Malho, Rio de Janeiro, n. 218 17 nov. 1906, p. 15

## Assassinato
Havia chegado ao auge de sua carreira política, quando foi publicamente assassinado com duas facadas e onze tiros no Rio de Janeiro, em 9 de Novembro de 1906, por Armando de Aguiar Cardoso e Humberto de Aguiar Cardoso,  filhos de Fausto Cardoso. O crime aconteceu na Praça XV de Novembro (antigo Largo do Paço) com o auxílio de Délio Guaraná de Barros, primo dos filhos de Fausto Cardoso.  Para inocentar seu primo, Humberto Cardoso e Armando Cardoso  tentaram assumir sozinhos a participação no assassinato. Contudo, no julgamento eles foram absolvidos com o argumento de que agiram sob coação moral irresistível.
Apesar da inocência do Monsenhor Olímpio Campos, no que se refere à morte de Fausto Cardoso, o assassinato foi perpetrado como ato de vingança pelos filhos do deputado estadual morto na revolta faustista com a tomada do Palácio do Governo e a subsequente intervenção de tropas federais para reempossar Guilherme de Campos.
O periódico "O Século" publicou entrevista com Maria Pastora Vieira de Mello, viúva de Fausto Cardoso, na qual ela diz que seus filhos cumpriram seu dever, acrescentando que quem lhe participara da morte  do Senador Olímpio Campos foi companheiro e amigo de seus filhos, o General sergipano Aristides Armínio Guaraná, radicado na capital da república.